# Brusselse gewestverkiezingen 2004/Kandidatenlijst/MR
Dit is de kandidatenlijst van de MR voor de Brusselse gewestverkiezingen van 2004. De verkozenen staan vetgedrukt.

## Effectieven
1. Jacques Simonet
2. Didier Gosuin (FDF)
3. Françoise Schepmans
4. Caroline Persoons (FDF)
5. Willem Draps
6. Bernard Clerfayt (FDF)
7. Marion Lemesre
8. Souad Razzouk (FDF)
9. Vincent De Wolf
10. Viviane Teitelbaum
11. Serge de Patoul (FDF)
12. Philippe Pivin
13. Isabelle Molenberg (FDF)
14. Yves de Jonghe d'Ardoye
15. Jean-Pierre Cornelissen (FDF)
16. Marc Cools
17. Benoît Schoonbrodt (FDF)
18. Mostafa Ouezekhti
19. Gisèle Mandaila Malamba (FDF)
20. Olivier de Clippele
21. Sait Köse (FDF)
22. Alain Destexhe
23. Bruno Collard (FDF)
24. Michèle Hasquin-Nahum
25. Delphine Bourgeois (FDF)
26. Nathalie Gilson
27. Alain Nimegeers (FDF)
28. Christine de Jamblinne de Callatay
29. Danielle Depre (FDF)
30. Xavier Baeselen
31. Evelyne Gabriel (FDF)
32. Philippe Gilliot
33. Eric Mergam (FDF)
34. Joseph Amisi Yemba
35. Emmanuel De Bock (FDF)
36. Hervé Gillard
37. Martine Spitaels (FDF)
38. Eliane Paulet
39. Philippe Dereppe (FDF)
40. Béatrice de Spirlet
41. Myriam Vanderzippe (FDF)
42. Marinette De Cloedt
43. Abdellatif Mghari (FDF)
44. Nezahat Namli
45. Christophe Gasia (FDF)
46. Marie Thibaut de Maisieres
47. Henri Horny (FDF)
48. Roger Nenain
49. Martial Dewaels (FDF)
50. Anne-Charlotte d'Ursel
51. Solange Pitroipa (FDF)
52. Angelina Chan
53. Martine Massart (FDF)
54. Belma Tek
55. Gisèle Guisse
56. Frédérique Gerondal
57. Christian Coppens
58. Viviane Cocagne (FDF)
59. Frédérique Ries
60. Sylvie Risopoulos (FDF)
61. Alain Courtois
62. Jean-Paul Van Laethem (FDF)
63. Jacques Vandenhaute
64. Cécile Jodogne (FDF)
65. Corinne De Permentier
66. Lucile Baumerder van den Berg (FDF)
67. François-Xavier de Donnea
68. Jean-Pierre Van Gorp (FDF)
69. Jacqueline Rousseaux
70. Danielle Caron (FDF)
71. Eric André
72. Martine Payfa (FDF)

## Opvolgers
1. Françoise Bertieaux
2. François Roelants du Vivier (FDF)
3. Alain Zenner
4. Michel Colson (FDF)
5. Dominique Dufourny
6. Mustapha El Karouni
7. Marie-Jeanne Riquet (FDF)
8. Georges Adler
9. Béatrice Fraiteur
10. Véronique Riche-Wyffels (FDF)
11. Monique Simon-Cassart
12. Satguine Maison (FDF)
13. Gaëtan Van Goidsenhoven
14. Françoise Carton de Wiart (FDF)
15. Patrick Debouverie
16. Georges Désir (FDF)